# 柳布基夫齊
48°28′16″N 25°21′58″E / 48.47111°N 25.36611°E
柳布基夫齊（烏克蘭語：Любківці），是烏克蘭西部的村莊，隸屬伊萬諾-弗蘭科夫斯克州的科洛梅亞區。該村始建於1421年，面積0.66平方公里，2001年人口690，人口密度每平方公里1,050.2人。